# Johann Rudolf Moser

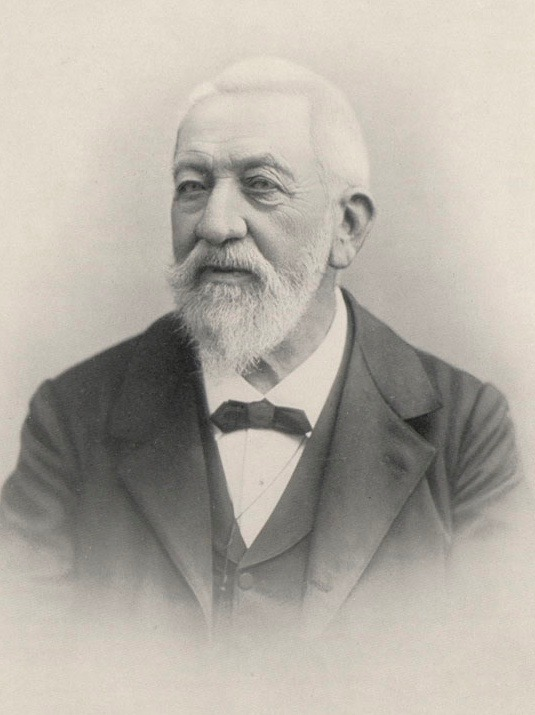
Porträt von Johann Rudolf Moser

Johann Rudolf Moser, auch Johann Rudolf Moser-Näf und Johann Rudolf Moser-Massini (* 13. Dezember 1827 in Herzogenbuchsee; † 12. Mai 1911 in Basel, heimatberechtigt in Herzogenbuchsee, Henau und seit 1905 in Basel), war ein Schweizer Kaufmann und Politiker.

## Leben

### Familie
Johann Rudolf Moser entstammte einer wohlhabenden Familie; sein Vater, Felix Moser, war ein Bankier und Kaufmann.
Johann Rudolf Moser war zweimal verheiratet. Seine erste Ehe schloss er im Jahr 1848 mit Maria Verena, der Tochter des bereits verstorbenen Firmenbesitzers Matthias Näf. 

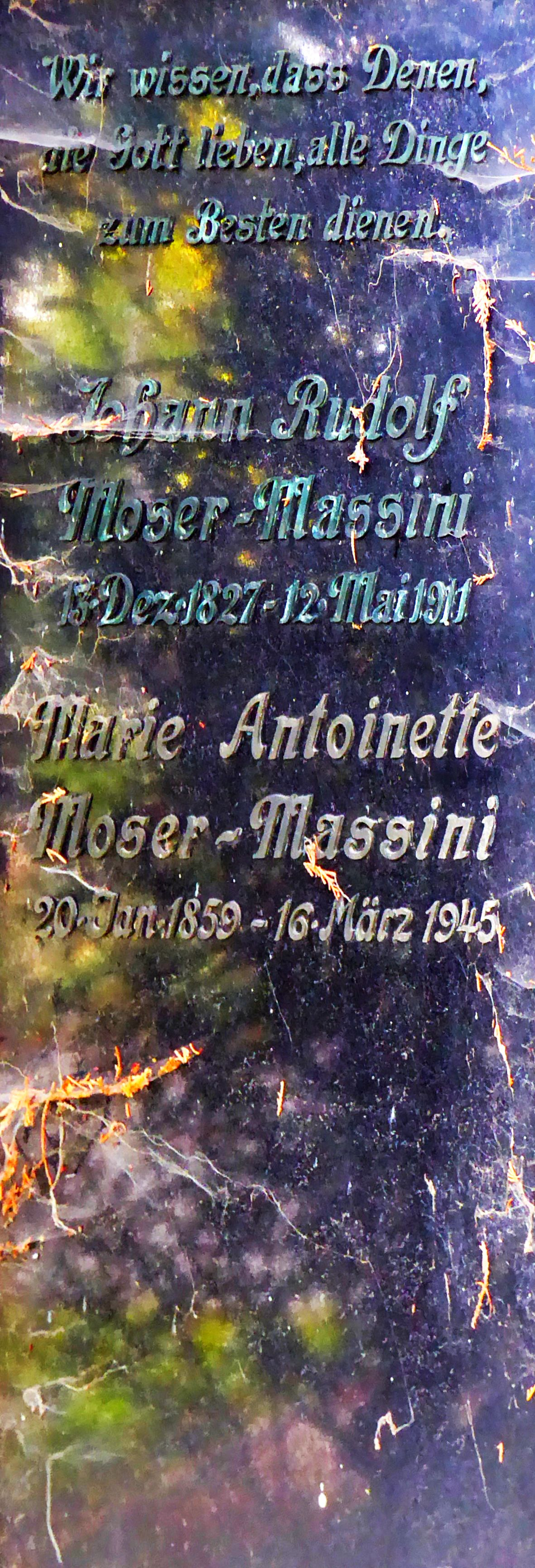
Grab, Wolfgottesacker in Basel

Nach dem Tod seiner ersten Frau heiratete er 1890 Marie Antoinette (1859–1945), die Tochter des Kaufmanns Ludwig Rudolf Massini (1818–1893); gemeinsam hatten sie einen Sohn, den Komponisten Rudolf Moser, der bei einem Bergabsturz am Piz Julier ums Leben kam.
Seine Cousins waren der Kaufmann und Politiker Samuel Friedrich Rikli und dessen Bruder Arnold Rikli, der eine Kuranstalt betrieb.
Johann Rudolf Moser wurde auf dem Friedhof Wolfgottesacker in Basel beigesetzt.

### Werdegang
Von 1848 bis 1893 war Johann Rudolf Moser Teilhaber an der von seinem Schwiegervater gegründeten Weberei, was ihm eine solide finanzielle Basis verschaffte. Nach seinem Rückzug aus dem aktiven Geschäftsleben widmete er sich als Privatier in Basel verschiedenen gesellschaftlichen und politischen Anliegen.
Josef Rudolf Moser war von 1877 bis 1901 Mitglied des Verwaltungsrats der Vereinigten Schweizer Bahnen, wo er 1885 das Amt des Vizepräsidenten übernahm. Von 1887 bis 1898 war er zudem im Verwaltungsrat der Mobiliar- und Feuerversicherung Helvetia tätig, den er 1890 präsidierte.

### Politisches und gesellschaftliches Wirken
Johann Rudolf Moser war politisch aktiv und hatte verschiedene Ämter inne. Zwischen 1853 und 1857 war er Mitglied des Grossen Rates des Kantons St. Gallen, gefolgt von einer Mitgliedschaft im Verfassungsrat von 1859 bis 1860. Vom 2. Dezember 1878 bis zum 1. Juli 1882 war er liberaler Nationalrat und setzte sich während seiner Amtszeit im eidgenössischen Parlament insbesondere für die Thurkorrektion ein, ein Projekt zur Regulierung des Flusses Thur.
Er war auch in der Gemeinnützigkeit tätig und hinterliess einen bleibenden Eindruck durch die Gründung des Krankenhauses Uzwil im Jahr 1872. Diese Initiative zeugte von seinem Engagement für die Verbesserung der Gesundheitsversorgung in der Region.

## Ehrungen und Auszeichnungen
Für seinen Beitrag zur Gesellschaft und seine Verdienste wurde Johann Rudolf Moser 1852 mit der Ehrenbürgerwürde der Gemeinde Henau (heute Teil von Uzwil) gewürdigt. 